# IC 3253
IC 3253 ist eine Spiralgalaxie vom Hubble-Typ Sc im Sternbild Zentaur am Südsternhimmel.
Das Objekt wurde im Jahre 1901 von DeLisle Stewart entdeckt.